# Ochodaeus pocadioides
Ochodaeus pocadioides es una especie de coleóptero de la familia Ochodaeidae.

## Distribución geográfica
Habita en la península ibérica (España y Portugal).